# Noboru Tanaka (Mathematiker)
Noboru Tanaka (jap. 田中 昇, Tanaka Noboru; * 11. April 1930 in Iida, Präfektur Nagano) ist ein japanischer Mathematiker, der sich mit (komplexer) Differentialgeometrie und Liegruppen beschäftigte, wobei er häufig vom Werk von Élie Cartan ausging.

## Leben
Tanaka studierte in den 1950er Jahren Mathematik an der Universität Nagoya bei den Differentialgeometern Y. Matsushima, K. Nomizu und M. Kuranishi.
Tanaka entwickelte die von Élie Cartan zum Studium von Henri Poincarés Problem (1907) der Frage der lokalen pseudokonformen Äquivalenz reeller Hyperflächen in komplexen Räumen eingeführten differentialgeometrischen Methoden (Cartan-Zusammenhänge) weiter. Ihm gelang die Lösung des Äquivalenzproblems nichtentarteter reeller Hyperflächen in n-dimensionalen komplexen Räumen (von Élie Cartan für n=2 behandelt). Einen Spezialfall behandelte er 1962, die allgemeine Lösung kündigte er 1965 an und veröffentlichte die Details 1976 im Rahmen einer von ihm entwickelten allgemeineren Theorie von Cartan-Zusammenhängen. Seine Methoden waren grundlegend für die Entwicklung der konformen Geometrie und speziell CR-Strukturen.
Ab 1965 war er Professor an der Universität Kyōto. Hier setzte er seine Untersuchungen von geometrischen Äquivalenzproblemen fort. Unter anderem entwickelte er Cartan-Zusammenhänge für mit einfachen gradierten Liealgebren verbundenen geometrische Strukturen. Er befasste sich auch mit analytischen Problemen (Globaler Analysis) und geometrischer Theorie von (gewöhnlichen) Differentialgleichungen.
1978 wurde er Professor an der Universität Hokkaidō.

## Schriften
- On the pseudo-conformal geometry of hypersurfaces of the space of n complex variables, J. Math. Soc. Japan, Band 14, 1962, S. 397–429
- Graded Lie algebras and geometric structures, Proc. US-Japan Seminar in Differential Geometry, Kyoto 1965, Nippon Hyoronsha, Tokio 1966, S. 147–150
- On generalized graded Lie algebras and geometric structures. I, J. Math. Soc. Japan, Band 19, 1967, S. 215–254
- On differential systems, graded Lie algebras and pseudogroups, J. Math. Kyoto Univ., Band 10, 1970, S. 1–82
- On non-degenerate real hypersurfaces, graded Lie algebras, and Carton connections, Japan J. Math., Band 2, 1976, S. 131–190
- A differential geometric study on strongly pseudo-convex manifolds, Tokio 1975